# 아토미 슈리
아토미 슈리(일본어: 跡美しゅり あとみ しゅり[*]/Shuri Atomi, 1995년 10월 6일~)는 여자 일본의 AV배우다. 일본 도쿄 출신으로, 키는 160cm에다가 몸무게는 39kg으로 나간다. 혈액형은 B형이지만 쓰리 사이즈는 B85-W55-H85인데 취미는 낚시, 파칭코, 경마 그가 2015년 활동을 하기 시작하고 AV 배우라고 하는데 아오이 레나, 아베 미카코와 함께 합법로리 공장장 쓰리톱을 이루고 있다. 실제로 아베 미카코랑 함께 찍은 영상도 있다. 마이너한 장르에도 자주 출연하는 편이며 VR 작품에도 출연한 적이 있다. 인터뷰로 볼 때 S 성향인 듯한데 실제로 치녀, 소악마계 작품을 많이 찍기도 한다.
2021년 6월 1일자로 AV배우를 은퇴하였다.
하지만 근황은 트위터와 인스타,개인 유튜브 채널로 알리고는 있지만 언제 삭제될 지 모른다.